# James Edward Quibell
James Edward Quibell (11 de noviembre de 1867 – 5 de junio de 1935) fue un egiptólogo británico.

## Biografía

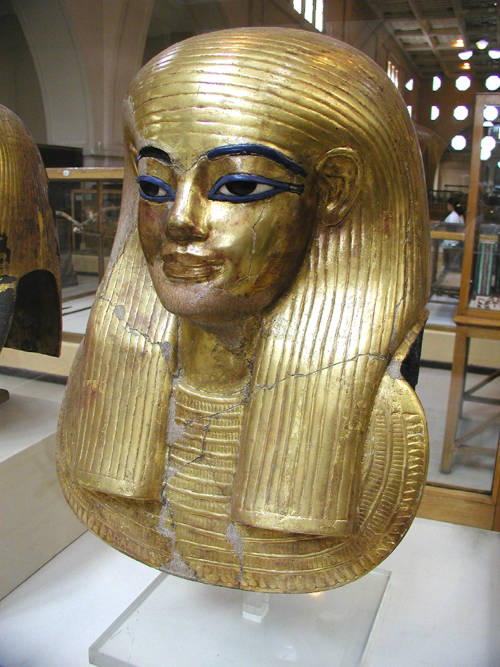
Máscara funeraria de Yuya.

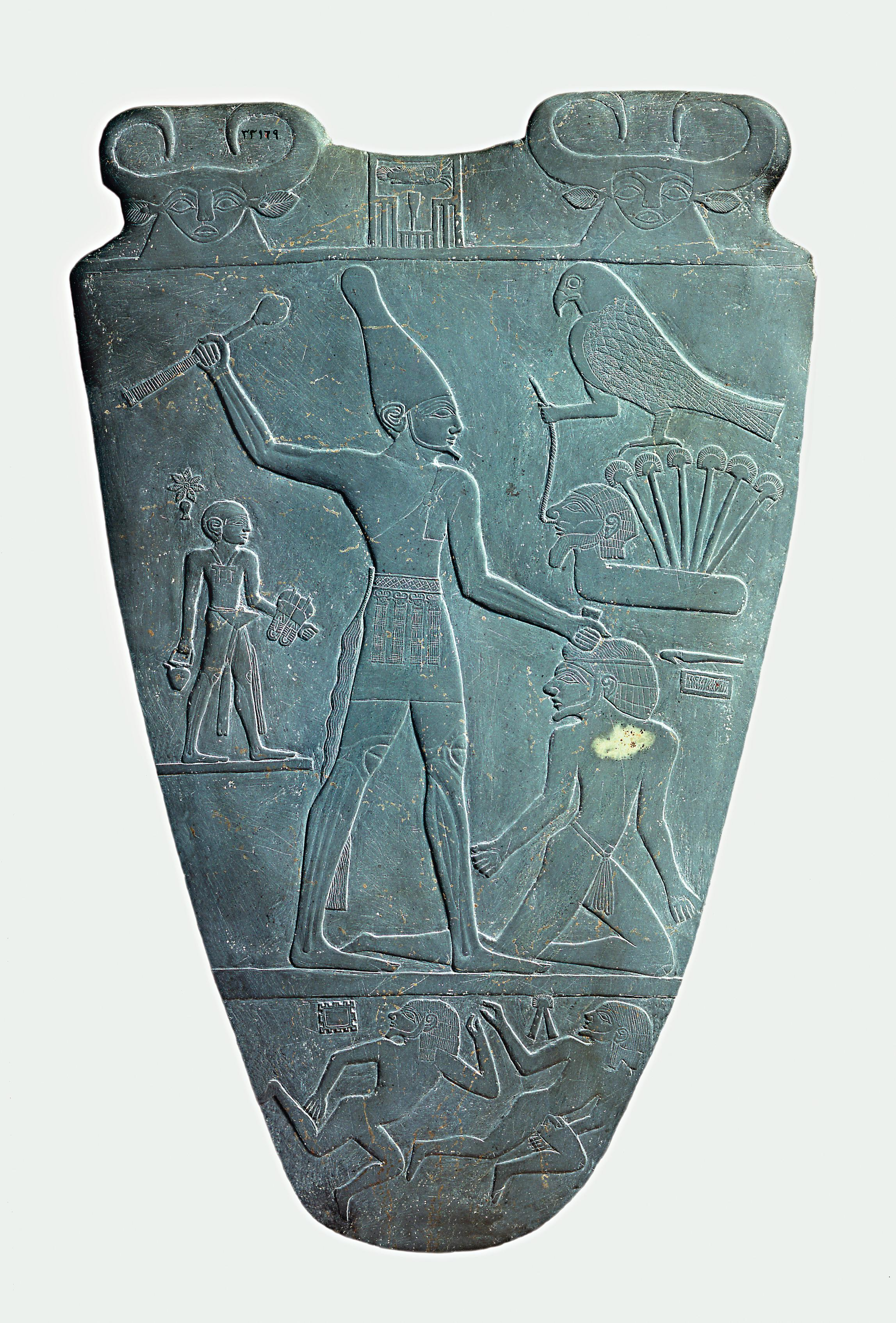
Paleta de Narmer

Quibell nació en Newport, Shropshire. Se casó con la artista y arqueóloga escocesa Annie Abernethie Pirie en 1900.
Estudió en la Adams' Grammar y en la Iglesia de Cristo, en Oxford. Fascinado por las antigüedades, se ofreció como alumno al Profesor Flinders Petrie, con quien  trabajó en Coptos en 1893, después en Nagada, Buleas, Tebas, El Kab y Hieracómpolis en años sucesivos. Incluyendo Coptos, Ballas, el Ramesseum y Hieracómpolis. También ayudó a Cecil Firth en sus excavaciones en Saqqara. Entre 1899 y 1904, sirvió como inspector jefe de antigüedades para el Delta y Egipto Medio (Howard Carter, que era inspector jefe en Luxor, era su oponente). Más tarde, entre 1904 y 1905, fue nombrado inspector jefe de Saqqara. Entre 1914 y 1923, fue conservador en el Museo Egipcio de El Cairo, y sirvió como director de excavaciones en la Pirámide escalonada entre 1931 y 1935.
Después de seis meses de estudio en la Universidad Humboldt de Berlín fue nombrado miembro de la Catalogue Commission del Museo Egipcio de El Cairo, y en 1899 inspector, como personal del Departamento de Antigüedades, siendo Howard Carter un colega.
Trabajó en Saqqara, en el Valle de los Reyes (dónde  descubre la tumba de Yuya y Tuyu en 1905), y en Hieracómpolis (antiguo Nekhen) dónde, entre otros descubrimientos, su equipo encontró la Paleta de Narmer en 1898. En 1898 fue inspector del Servicio de Antigüedades para el Delta y Egipto Medio. Posteriormente fue director del Museo Egipcio de 1914 a 1923 y secretario general del Servicio de Antigüedades hasta 1925, cuando se retiró.